# کامی، کوچی
کامی در استان کوچی در کشور ژاپن واقع شده‌است  که دارای جمعیت ۲۹٬۱۴۴ نفر و مساحت ۵۳۸٫۲۲ کیلومتر مربع با تراکم جمعیت ۵۴٫۱  نفر در کیلومترمربع است و در تاریخ ۱ مارس ۲۰۰۶ به عنوان شهر شناخته شد.